# Bolívar (Zamora)
Pour les articles homonymes, voir Bolívar.
Bolívar est l'une des deux paroisses civiles de la municipalité de Zamora dans l'État de Miranda au Venezuela. Sa capitale est Araira.  En 2011, sa population s'élève à 35 935 habitants.

## Géographie

### Démographie
Hormis sa capitale Araira, la paroisse civile possède plusieurs localités :
- Araira
- Palmarito
- Santa Rosalía
- Taparito